# Кашенбах
Кашенбах (њем. Kaschenbach) општина је у њемачкој савезној држави Рајна-Палатинат. Једно је од 235 општинских средишта округа Ајфелкрајс Битбург-Прим. Према процјени из 2010. у општини је живјело 57 становника. Посједује регионалну шифру (AGS) 7232065.

## Географски и демографски подаци
Кашенбах се налази у савезној држави Рајна-Палатинат у округу Ајфелкрајс Битбург-Прим. Општина се налази на надморској висини од 280 метара. Површина општине износи 4,4 km². У самом мјесту је, према процјени из 2010. године, живјело 57 становника. Просјечна густина становништва износи 13 становника/km².